# كاتارزينا فيجورا
كاتارزينا فيجورا (بالبولندية: Katarzyna Figura)‏ (و. 1962  م) هي عارضة، وممثلة أفلام بولندية، ولدت في وارسو، بدأت مشوارها المهني سنة 1979.

## التعليم
تعلمت في Aleksander Zelwerowicz National Academy of Dramatic Art ‏.

## وصلات خارجية
- كاتارزينا فيجورا على موقع IMDb (الإنجليزية)
- كاتارزينا فيجورا على موقع ألو سيني (الفرنسية)
- كاتارزينا فيجورا على موقع ميوزك برينز (الإنجليزية)
- كاتارزينا فيجورا على موقع أول موفي (الإنجليزية)
- كاتارزينا فيجورا على موقع قاعدة بيانات الأفلام السويدية (السويدية)
- كاتارزينا فيجورا على موقع قاعدة بيانات الفيلم (الإنجليزية)
- كاتارزينا فيجورا على موقع كينوبويسك (الروسية)